# Zeise-Salz
Bei dem Zeise-Salz handelt es sich um einen Platinkomplex mit der Formel K[PtCl3(C2H4)]·H2O. Er wurde 1825 oder 1827 von dem dänischen Chemiker William Christopher Zeise entdeckt und gilt als eine der ersten synthetisierten metallorganischen Verbindungen.

## Darstellung und Gewinnung
Zeise erhielt den Komplex durch Kochen von Kaliumtetrachloridoplatinat(II) (K2[PtCl4]) in Ethanol.
Hierbei spaltet sich aus Ethanol Wasser ab unter der Bildung von Ethen. Dieses koordiniert dann an das Platinzentrum und bildet das Zeise-Salz.
Zeise postulierte damals, dass das entstandene Salz Ethen enthielte. Dies konnte jedoch erst Jahrzehnte später bestätigt werden, als Kaliumtetrachloridoplatinat(II) mit Ethen zur Reaktion gebracht wurde und das gleiche Salz erhalten wurde.

## Struktur
Im Zeise-Salz ist das zentrale Platinion quadratisch-planar koordiniert. Im Festkörper steht der Ethylenligand senkrecht zu dieser Ebene, in Lösung jedoch rotiert er um die σ-Bindung zum Metallion. Die Wasserstoffatome liegen nicht wie beim Ethen in einer Ebene mit den Kohlenstoffatomen, sondern sind etwas weiter vom Platin entfernt. Die C–C-Bindung ist etwas länger als die im Ethen. Durch Eliminierung von Kaliumchlorid kann das Dimer des Zeise-Salzes erhalten werden.